# Birkan Sokullu
Birkan Sokullu (ur. 6 października 1985 w Stambule) – turecki aktor i model.

## Życiorys
Urodził się w Stambule jako syn bośniackich imigrantów. Ukończył studia na Uniwersytecie Maltepe na wydziale radia i telewizji. Przez 10 lat grał w zawodowej lidze koszykówki, jednak musiał przestać ze względu na kontuzję nogi. Gdy studiował, zaczął zajmować się modelingiem i w 2003 roku zdobył tytuł najlepszego modela Turcji.
Zadebiutował w telewizji w 2008 w serialach Melekler Korusun, Küçük Kadinlar i Elif. W kolejnych latach zagrał w takich produkcjach jak Imperium miłości i Rozkwit imperiów: Osmanowie.
13 lipca 2012 poślubił Aslı Enver. Jednak 26 sierpnia 2015 doszło do rozwodu.

## Filmografia
| Filmy | Filmy       | Filmy |
| Rok   | Tytuł       | Rola  |
| ----- | ----------- | ----- |
| 2019  | Chronologia | Hakan |
| 2019  | Portret     | Özgür |

| Seriale | Seriale                     | Seriale                     |
| Rok     | Tytuł                       | Rola                        |
| ------- | --------------------------- | --------------------------- |
| 2008    | Melekler Korusun            | Levent                      |
| 2008    | Küçük Kadınlar              | Ayaz                        |
| 2008    | Elif                        | Mustafa                     |
| 2010    | Küçük Sırlar                | Demir                       |
| 2012    | Uçurum                      | Ulaş                        |
| 2013    | Fatih                       | Şehzade Mustafa             |
| 2014    | Imperium miłości            | Petro Borinsky              |
| 2016    | Hayat Şarkısı               | Kerim Cevher                |
| 2017    | Yüz Yüze                    | Cihangir                    |
| 2018    | Yaşamayanlar                | Numel                       |
| 2019    | Bir Aile Hikayesi           | Berk                        |
| 2020    | Rozkwit imperiów: Osmanowie | Giovanni Giustiniani        |
| 2020    | Ya İstiklal Ya Ölüm         | Topkapılı Cambaz Mehmet Bey |
| 2020    | Masumlar Apartmanı          | Han                         |